# Arnim Karthaus
Arnim Karthaus (* 19. Dezember 1972 in Gießen) ist ein deutscher Jurist. Er ist Notar in Hamburg und Richter am Hamburgischen Verfassungsgericht.

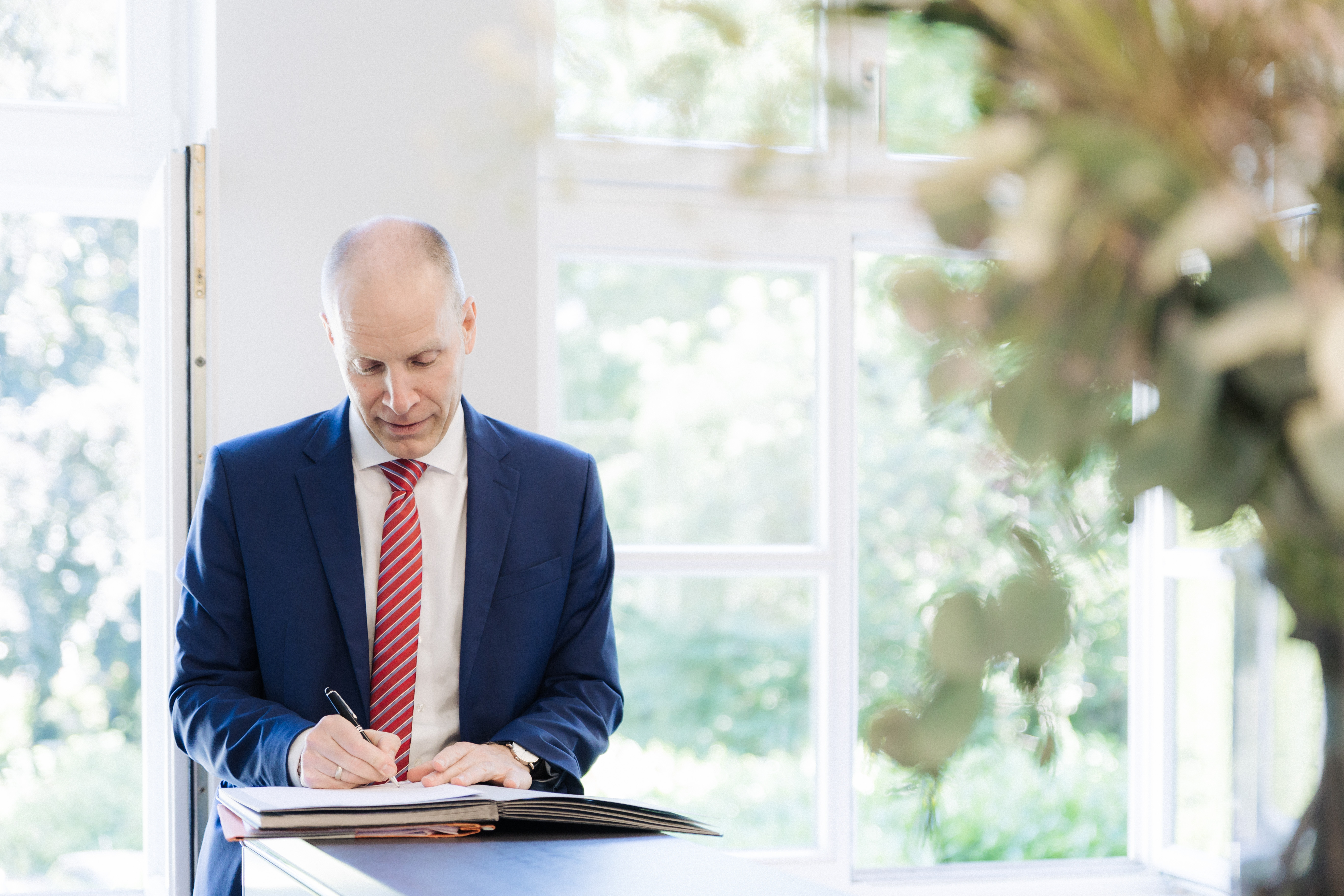
Karthaus in seinem Büro.

## Leben
Karthaus wurde als Sohn von Dagmar Karthaus, geborene Hüffmeier, und des Germanisten Ulrich Karthaus in Gießen geboren, wo er auch aufwuchs. Nach dem Studium der Rechtswissenschaften an der Justus-Liebig-Universität Gießen arbeitete Karthaus als wissenschaftlicher Mitarbeiter am Lehrstuhl für öffentliches Recht von Professor Klaus Lange. Im Jahr 2000 wurde er mit einer Arbeit zum Risikomanagement durch ordnungsrechtliche Steuerung zum Dr. iur. promoviert. Das Referendariat absolvierte Karthaus am Hanseatischen Oberlandesgericht in Hamburg, mit Stationen in Stuttgart, am Bundesverfassungsgericht in Karlsruhe und London.
Karthaus ist verheiratet und hat drei Söhne. Er lebt mit seiner Familie in Hamburg.

## Wirken
Seine berufliche Laufbahn begann er im Jahr 2002 als Rechtsanwalt in der Kanzlei Freshfields Bruckhaus Deringer im Bereich des öffentlichen Rechts. Ab 2005 war er Notarassessor, bis er im Jahr 2008 in Hamburg zum Notar ernannt wurde.
Neben seiner hauptamtlichen Tätigkeit als Notar ist Karthaus seit 2017 Richter am Hamburgischen Verfassungsgericht. 
Er ist des Weiteren seit 2013 stellvertretendes Mitglied des Richterwahlausschusses, Vertrauensdozent der Friedrich-Ebert-Stiftung und Beisitzer im Landesvorstand der Arbeitsgemeinschaft sozialdemokratischer Juristen (ASJ) Hamburg. 
Von 2011 bis 2017 war Karthaus Mitglied der Deputation der Behörde für Justiz und Verbraucherschutz in Hamburg.

## Publikationen
- Risikomanagement durch ordnungsrechtliche Steuerung : die Freisetzung gentechnisch veränderter Organismen, Nomos Verlag, 2001.